# ヤザ・パパ
株式会社ヤザ・パパ（英: YzPaPa Co.,Ltd.）は、東京都渋谷区にある芸能プロダクション。1986年4月設立。

## 概説
1986年に設立した芸能プロダクションで1994年に組織変更して現在の体制になった。

## 所属タレント

### 男性
- 清水一光
- 本田礼生
- 米田敬
- バーンズ勇気
- 山中一生
- 大島宇三郎

### 女性
- 齋藤明里
- 里久鳴祐果
- 夏目恵名
- まどか
- 佳川陽美樹

### 業務提携
- 小泉みゆき
- 船越理恵

## 過去の所属者
- 津川友美
- 中村綾
- 山崎銀之丞（現在はレプロエンタテインメントへ移籍）
- 石河聖子
- 夏川ゆかり
- Khasi
- 松宮麻衣子
- 吉田大二
- 澤登正朗
- 三浦孝太
- 真鍋誠志
- 早川真理恵（ホリプロへ移籍）
- 長谷川あかり
- 岡田祐佳
- 石田桃香（ノットカンパニーへ移籍後引退）
- 千十千
- 立花瑠菜
- 水沢芽瑠
- 小澤美和
- 結崎あゆ花
- 安田亜矢
- 藤森よく枝
- 日高七海
- 岡野友紀
- 柴崎真人
- 駒走秀樹
- 佐藤美咲
- 榮林桃伽
- 鎌苅健太
- 久野綾希子